# La Ferrière-Airoux
La Ferrière-Airoux és un municipi francès situat al departament de la Viena i a la regió de la Nova Aquitània. L'any 2007 tenia 325 habitants.

## Demografia

### Població
El 2007 la població de fet de La Ferrière-Airoux era de 325 persones. Hi havia 116 famílies de les quals 29 eren unipersonals (12 homes vivint sols i 17 dones vivint soles), 37 parelles sense fills, 33 parelles amb fills i 17 famílies monoparentals amb fills.
La població ha evolucionat segons el següent gràfic:
Habitants censats

### Habitatges
El 2007 hi havia 170 habitatges, 126 eren l'habitatge principal de la família, 18 eren segones residències i 26 estaven desocupats. 166 eren cases i 3 eren apartaments. Dels 126 habitatges principals, 93 estaven ocupats pels seus propietaris, 28 estaven llogats i ocupats pels llogaters i 5 estaven cedits a títol gratuït; 3 tenien una cambra, 10 en tenien dues, 15 en tenien tres, 53 en tenien quatre i 44 en tenien cinc o més. 106 habitatges disposaven pel capbaix d'una plaça de pàrquing. A 56 habitatges hi havia un automòbil i a 59 n'hi havia dos o més.

### Piràmide de població
La piràmide de població per edats i sexe el 2009 era:
| Homes | Edats   | Dones |
| ----- | ------- | ----- |
| 0     | 95 o +  | 0     |
| 0     | 90 a 94 | 0     |
| 0     | 85 a 89 | 4     |
| 0     | 80 a 84 | 4     |
| 8     | 75 a 79 | 4     |
| 16    | 70 a 74 | 0     |
| 12    | 65 a 69 | 4     |
| 8     | 60 a 64 | 8     |
| 8     | 55 a 59 | 4     |
| 8     | 50 a 54 | 8     |
| 16    | 45 a 49 | 16    |
| 8     | 40 a 44 | 16    |
| 12    | 35 a 39 | 4     |
| 8     | 30 a 34 | 4     |
| 8     | 25 a 29 | 8     |
| 8     | 20 a 24 | 8     |
| 4     | 15 a 19 | 8     |
| 16    | 10 a 14 | 12    |
| 8     | 5 a 9   | 4     |
| 4     | 0 a 4   | 12    |

## Economia
El 2007 la població en edat de treballar era de 199 persones, 156 eren actives i 43 eren inactives. De les 156 persones actives 137 estaven ocupades (79 homes i 58 dones) i 18 estaven aturades (9 homes i 9 dones). De les 43 persones inactives 10 estaven jubilades, 20 estaven estudiant i 13 estaven classificades com a «altres inactius».

### Ingressos
El 2009 a La Ferrière-Airoux hi havia 132 unitats fiscals que integraven 330 persones, la mediana anual d'ingressos fiscals per persona era de 14.903 €.

### Activitats econòmiques
Dels 5 establiments que hi havia el 2007, 2 eren d'empreses de construcció, 1 d'una empresa de comerç i reparació d'automòbils, 1 d'una empresa d'hostatgeria i restauració i 1 d'una empresa immobiliària.
Dels 3 establiments de servei als particulars que hi havia el 2009, 1 era un guixaire pintor, 1 lampisteria i 1 restaurant.
L'any 2000 a La Ferrière-Airoux hi havia 27 explotacions agrícoles que ocupaven un total de 2.520 hectàrees.

## Poblacions més properes
El següent diagrama mostra les poblacions més properes.